# Trachelas kavanaughi
Espèce
Trachelas kavanaughi est une espèce d'araignées aranéomorphes de la famille des Trachelidae.

## Distribution
Cette espèce est endémique du Yunnan en Chine,. Elle se rencontre dans le xian de Gongshan.

## Description
La femelle holotype mesure 4,45 mm

## Systématique et taxinomie
Cette espèce a été décrite par Tang, Yan, Zhao et Peng en 2024.

## Étymologie
Cette espèce est nommée en l'honneur de David Henry Kavanaugh.

## Publication originale
- Tang, Yan, Zhao & Peng, 2024 : « Description of two new species of the genus Trachelas L. Koch, 1872 and the male of T. gaoligongensis Jin, Yin & Zhang, 2017 from China (Araneae, Trachelidae). » ZooKeys, vol. 1215, p. 127-138.